# نصرة بنت عدلان
نصرة بنت عدلان (1800 - 1850) امرأة سودانية نبيلة، ومديرة عقارات، وقد زار كارل ريتشارد لبسيوس بلاطها.

## السيرة الذاتية
ولدت نصرة بنت عدلان في أوائل القرن التاسع عشر، في سنار أو بالقرب منها.  كانت والدتها أميرة من البيت الملكي الفونج؛  وكان والدها محمد عدلان أرستقراطيًا وقائدًا عسكريًا، ينحدر من محمد أبو ليكايلك . في عام 1821 ، غزا الجيش التركي ولاية الفونج وتم اغتيال والدها. 
وباعتبارها مديرة ممتلكاتها الخاصة، ومرتبطة بمسؤولين رفيعي المستوى من خلال عائلتها وثروتها، كانت بنت عدلان امرأة مؤثرة في المنطقة. لقد ساندت ناصر ود أبكر في سعيه للحصول على عرش تقلي . 
كان زوجها الأول تاجراً اسمه محمد صندلوبة. كان لديهم ابنة اسمها داوا وكانوا يقسمون أوقاتهم بين سنار ومزرعتهم في مرانجان بالقرب من ود مدني . وبعد وفاة صندلوبة تزوجت بنت عدلان مرة أخرى، هذه المرة من دفع الله محمد، الذي كان حاكماً لمنطقة ود مدني. وفي ثلاثينيات القرن التاسع عشر قاموا ببناء قصر وقرية أطلقوا عليها اسم سوريبا، والتي كانت تخدمه. خلال هذا الوقت، أصبح الزوجان أكثر انخراطًا في المشاريع التجارية، والتي شملت الزراعة ، وكلاهما كان يعتمد على العمالة المستعبدة . 
توفيت بين عامي 1852 و1860؛ وبعد وفاتها أصبح قصر سوريبا خرابًا.  قام عالم الآثار كارل ريتشارد لبسيوس بزيارة بنت عدلان ونشر تقريرًا عن حياتها في عام 1853 في عمله رسائل من مصر وإثيوبيا وشبه جزيرة سيناء. 

## روابط خارجية
- رسائل من مصر وإثيوبيا وشبه جزيرة سيناء (اقرأ على الإنترنت)